# Jeremiah Joseph O'Keefe
Jeremiah Joseph O'Keefe III (Ocean Springs, Misisipi,12 de julio de 1923 - Biloxi, Misisipi, 23 de agosto de 2016) fue un as de la aviación estadounidense, político del Partido Demócrata, ejecutivo de seguros y director de funerarias. Como piloto de los Marines en la Segunda Guerra Mundial, recibió la Cruz de la Armada por cinco de los siete derribos que registró en Okinawa. Después de la guerra ingresó a la política, sirviendo como miembro de la Cámara de Representantes de Misisipi de 1960 a 1964 y como alcalde de Biloxi, Misisipi, de 1973 a 1981. El propietario de una funeraria más destacada de Biloxi, ganó una indemnización del jurado de 500 millones de dólares en una disputa contractual con la empresa funeraria rival Loewen Group, y luego se conformó con 175 millones de dólares.
O'Keefe fue un importante donante y principal recaudador de fondos para el Museo de Arte Ohr-O'Keefe, que lleva el nombre de su esposa Annette y muchas otras organizaciones cívicas, culturales y caritativas. Su hijo, Jeremiah Joseph O'Keefe IV, también sirvió como legislador estatal.
O'Keefe fue interpretado por el actor Tommy Lee Jones en la película de 2023 The Burial.

## Temprana edad y educación
Jeremiah O'Keefe nació en Ocean Springs, Misisipi, el 12 de julio de 1923. Sus padres fueron J. Ben O'Keefe y Teresa Slattery O'Keefe. Fue el segundo de cuatro hijos. Con su familia, se mudó a Biloxi, Misisipi, a los trece años porque la familia perdió el hogar en el que nació y vivió durante la Depresión. O'Keefe fue a la escuela primaria St. Alphonsus en Ocean Springs, Misisipi y a la Academia del Sagrado Corazón en Biloxi, Misisipi. Después de la Segunda Guerra Mundial, O'Keefe se graduó en la Universidad Loyola, en Nueva Orleans, Luisiana.

## Carrera militar

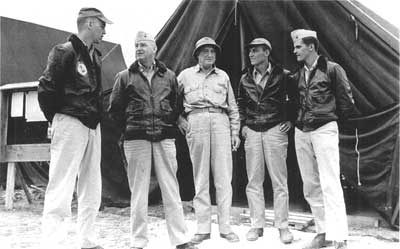
Abril de 1945, los tres pilotos del USMC del escuadrón VMF-323 "Death Rattlers", quienes obtuvieron cada uno un "as en un día" el 22 de abril en la Batalla de Okinawa, se reunieron con dos de los comandantes generales del USMC (de izquierda a derecha): Mayor Axtell (as), 1.a División de Infantería de Marina CMC Vandegrift, TAF CMC Mulcahy, Maj Dorroh (as) y Lt O'Keefe (as)

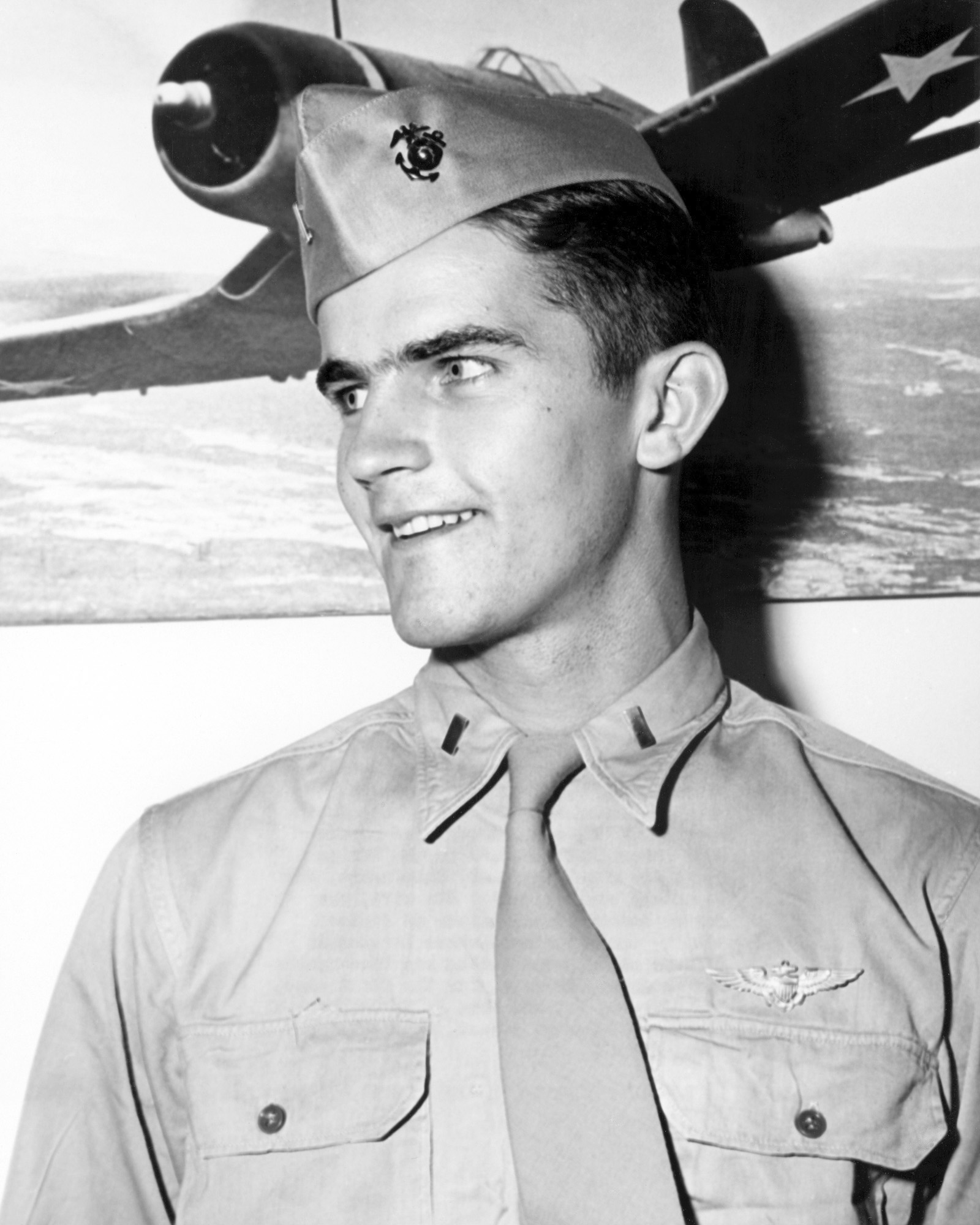
O'Keefe con uniforme de la Marina en 1945

O'Keefe asistía a Soule Business College durante el ataque a Pearl Harbor. Rápidamente se alistó en la Armada de los EE. UU. y sirvió de 1942 a 1943. Luego se convirtió en piloto de combate del Cuerpo de Marines de EE. UU. de 1943 a 1945. Era primer teniente del escuadrón de marines VMFA-323, conocido como los "Death Rattlers". Obtuvo reconocimiento por sus contribuciones a un combate aéreo en Okinawa el 22 de abril de 1945, en el que derribó a cinco kamikazes japoneses, convirtiéndose en un as en un solo día. (Esta acción fue narrada en la serie de televisión Ases de combate, el episodio: Supersonic).
El 28 de abril, el teniente O'Keefe derribó otros dos aviones enemigos, elevando su total de victorias a siete, lo que lo convirtió en el as con mayor puntuación en Okinawa en ese momento.

## Premios
O'Keefe recibió la Cruz de la Armada, la Cruz de Vuelo Distinguido, la Medalla del Aire por su servicio y la Estrella de Oro en lugar de una segunda 'Medalla del Aire'.
| [[Archivo:{{{nombre}}}.svg\|205px\|alt=]] |                                           |                                           |
| [[Archivo:{{{nombre}}}.svg\|110px\|alt=]] |                                           |                                           |
| [[Archivo:{{{nombre}}}.svg\|110px\|alt=]] | [[Archivo:{{{nombre}}}.svg\|110px\|alt=]] | [[Archivo:{{{nombre}}}.svg\|110px\|alt=]] |
| [[Archivo:{{{nombre}}}.svg\|110px\|alt=]] | [[Archivo:{{{nombre}}}.svg\|110px\|alt=]] | [[Archivo:{{{nombre}}}.svg\|110px\|alt=]] |

| Insignia de aviador naval                          |                                                    |                                                    |                                                    |                                                                              |                                                                              |                                                                              |                                                                              |                                                     |                                                     |                                                     |                                                     |
| Cruz Marina                                        | Cruz Marina                                        | Cruz Marina                                        | Cruz Marina                                        | Cruz Marina                                                                  | Cruz Marina                                                                  | Cruz voladora distinguida                                                    | Cruz voladora distinguida                                                    | Cruz voladora distinguida                           | Cruz voladora distinguida                           | Cruz voladora distinguida                           | Cruz voladora distinguida                           |
| Medalla Aérea <br /> con uno5⁄16 " Estrella Dorada | Medalla Aérea <br /> con uno5⁄16 " Estrella Dorada | Medalla Aérea <br /> con uno5⁄16 " Estrella Dorada | Medalla Aérea <br /> con uno5⁄16 " Estrella Dorada | Mención de unidad presidencial de la Marina                                  | Mención de unidad presidencial de la Marina                                  | Mención de unidad presidencial de la Marina                                  | Mención de unidad presidencial de la Marina                                  | Elogio de la unidad naval                           | Elogio de la unidad naval                           | Elogio de la unidad naval                           | Elogio de la unidad naval                           |
| Medalla de la campaña americana                    | Medalla de la campaña americana                    | Medalla de la campaña americana                    | Medalla de la campaña americana                    | Medalla de la campaña Asia-Pacífico <br /> con tres3⁄16 "estrellas de bronce | Medalla de la campaña Asia-Pacífico <br /> con tres3⁄16 "estrellas de bronce | Medalla de la campaña Asia-Pacífico <br /> con tres3⁄16 "estrellas de bronce | Medalla de la campaña Asia-Pacífico <br /> con tres3⁄16 "estrellas de bronce | Medalla de la victoria de la Segunda Guerra Mundial | Medalla de la victoria de la Segunda Guerra Mundial | Medalla de la victoria de la Segunda Guerra Mundial | Medalla de la victoria de la Segunda Guerra Mundial |

### Citación de la Cruz Naval
Citación:
El Presidente de los Estados Unidos de América se complace en presentar la Cruz Naval al Primer Teniente Jeremiah Joseph O'Keefe (MCSN: 0-25432), Reserva del Cuerpo de Marines de los Estados Unidos, por su extraordinario heroísmo y distinguido servicio en el ejercicio de su profesión como Líder de Sección y Piloto en el Escuadrón de Combate Marino TRESCIENTOS VEINTITRES (VMF-323), Grupo Aéreo Marino TREINTA Y TRES (MAG-33), CUARTA Ala de Avión Marino, en combate aéreo contra fuerzas enemigas japonesas durante el asalto a Okinawa Shima, Islas Ryukyu, el 22 de abril de 1945. Luchando agresivamente con su avión en dos enfrentamientos contra un total de más de cincuenta bombarderos suicidas japoneses, el primer teniente O'Keefe presionó una serie de ataques audaces frente al fuego hostil para destruir cinco de los aviones enemigos. Con su coraje decidido, su habilidad para volar y su devoción al deber, ayudó materialmente a evitar que la fuerza numéricamente superior alcanzara su objetivo, y su conducta valiente refleja el mayor crédito para el primer teniente O'Keefe y el Servicio Naval de los Estados Unidos.
En relación con la celebración de su 90 cumpleaños el 12 de julio de 2013, se instaló en el Aeropuerto Internacional Gulfport-Biloxi un busto de bronce que lo representa con su equipo como un joven aviador, en honor a él como un as y miembro de los VMFA-323. La única otra persona honrada con un busto en el aeropuerto es Lawrence E. Roberts, aviador de Tuskegee, coronel de la Fuerza Aérea de EE. UU., ganador de la Medalla de Oro del Congreso y padre del presentador de ABC Robin Roberts.
El 5 de junio de 2015, a la edad de 91 años, O'Keefe recibió la Medalla de Oro del Congreso, el premio civil más alto otorgado por el Congreso. La presentación de la medalla coincidió con la celebración del 150 aniversario del negocio funerario de la familia O'Keefe en la costa del Golfo de Misisipi.

## Vida personal
O'Keefe y su esposa, Annette Saxon O'Keefe, tuvieron 13 hijos, 43 nietos y 33 bisnietos. A su familia le gusta la cocina sureña y la narración de cuentos, lo que inspiró la publicación de Annette en 1994 de un libro de cocina familiar, Cooking on the Coast. La Sra. Annette O'Keefe murió el 16 de mayo de 1998, después de lo cual O'Keefe se casó con Martha Peterson O'Keefe. O'Keefe murió el 23 de agosto de 2016 y fue enterrado en el cementerio Evergreen en Ocean Springs, Misisipi.
O'Keefe estaba interesado en los derechos civiles y adoptó una postura sobre la justicia racial a lo largo de su vida. O'Keefe describió un acontecimiento temprano en su vida que lo llevó a ser activo y atento a las relaciones con las minorías. Mientras estaba en la universidad, le pidieron que se uniera a una fraternidad empresarial. La fraternidad le dijo que a los judíos y negros no se les permitía participar en la fraternidad; O'Keefe le dijo a la fraternidad que no estaba interesado en unirse a menos que permitieran que las minorías participaran y se unieran. La fraternidad obedeció y modificó su política permitiendo que las minorías se unieran. Luego, O'Keefe se convirtió en presidente de la fraternidad durante un año después del cambio de política.

## Negocio
La familia O'Keefe es propietaria de O'Keefe Funeral Homes desde la década de 1860. En 1953, O'Keefe compró el negocio a su padre y en 1957 O'Keefe compró el negocio de su principal competidor, creando Bradford-O'Keefe Funeral Homes. También fundó una compañía de seguros de vida, Gulf National Life en 1958.
En 1995, O'Keefe, representado por Willie E. Gary, ganó un juicio con jurado sobre una disputa contractual que involucraba a sus negocios familiares contra Loewen Group of Canada de Ray Loewen. Él y sus compañeros demandantes recibieron 500 millones de dólares en concepto de daños y perjuicios, una suma que habría llevado al demandado a la quiebra. O'Keefe finalmente se conformó con una suma significativamente menor de 175 millones de dólares. The Burial, una película ligeramente inspirada en el caso, fue estrenada por Amazon MGM Studios en octubre de 2023.

## Carrera política
En 1954, O'Keefe fue elegido Joven Destacado del año y más tarde Ciudadano Destacado. Fue elegido miembro de la Legislatura del Estado de Misisipi en 1960 y cumplió un mandato que finalizó en 1964. Se desempeñó como presidente del "Comité de Templanza", luchando por la legalización de las bebidas alcohólicas, sobre una base de opción local, en Misisipi, el último estado "seco" que queda en la nación. En su primer año fue nombrado uno de los cuatro legisladores más destacados por su servicio. Uno de sus hijos, Jeremiah Joseph O'Keefe IV, también sirvió en la Legislatura de Misisipi de 1971 a 1979.
Después de completar su mandato, Jerry O'Keefe regresó a sus actividades comerciales y cívicas. Más tarde fue elegido alcalde de Biloxi, Misisipi, por dos mandatos, de 1973 a 1981. Durante su mandato como alcalde, O'Keefe se enfrentó al Ku Klux Klan negándoles un permiso para realizar un desfile discriminatorio en Biloxi, Misisipi. Este acto provocó amenazas de muerte y una cruz quemada en su patio. Sin embargo, O'Keefe se mantuvo firme entonces como lo había hecho en 1945 y nunca retrocedió.

## Filantropía

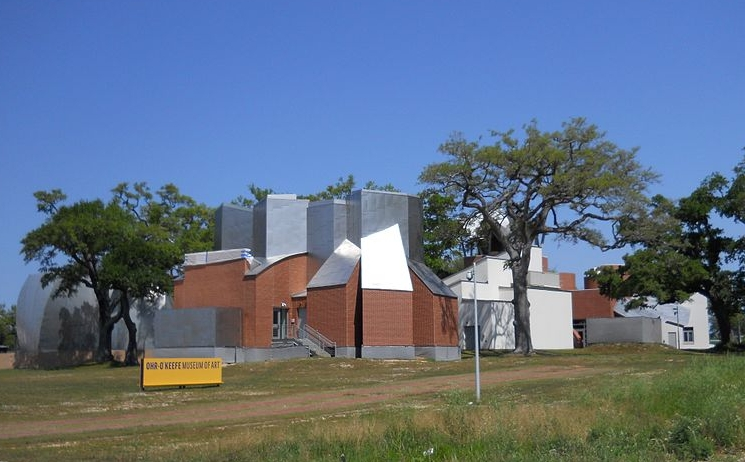
Terrenos de los Museos de Arte Ohr-O'Keefe, Biloxi

Jerry O'Keefe y su esposa Annette participaron desde hace mucho tiempo en actividades cívicas y filantrópicas de la Costa del Golfo. En 1967 y 1975, Jerry fue honrado por la Campaña del Fondo Unido por el Servicio Distinguido a la Gente del Condado de Harrison. También recibió un premio Lifetime Achievement Award del Consejo del Área de Pine Burr de Boy Scouts de América.Se desempeñó como presidente de muchos esfuerzos de recaudación de fondos de la Iglesia Católica local y copresidente de la campaña para construir el Museo de Arte Walter Anderson en Ocean Springs, Misisipi.
Con las ganancias del acuerdo del litigio de Loewen, él y Annette fundaron y donaron la Fundación O'Keefe para apoyar a organizaciones locales y diversos fines caritativos.
Después de la muerte de Annette en 1998, él y la familia hicieron una importante contribución en su memoria a un museo de arte de Biloxi dedicado al trabajo del alfarero local George Ohr. En agradecimiento por ese regalo y la prodigiosa recaudación de fondos de Jerry para construir un nuevo complejo museístico diseñado por Frank Gehry, el museo cambió el nombre del museo a Museo de Arte Ohr-O'Keefe. en honor a Annette y acordó incluir un espacio de exposición dedicado al arte y la cultura afroamericanos.